# Arrenurus planus
Arrenurus planus är en kvalsterart som beskrevs av Marshall 1908. Arrenurus planus ingår i släktet Arrenurus och familjen Arrenuridae. Inga underarter finns listade i Catalogue of Life.